# Tommy von Brömsen
Tommy von Brömsen (född 21 oktober 1981) är en svensk fotbollsspelare (mittback och vänsterback).
Brömsen började sin fotbollskarriär som junior först i IFK Göteborg och senare i Örgryte IS, för att därefter spela collegefotboll i USA. Efter att Brömsen återvänt till Sverige blev han först senior i Västra Frölunda IF och bytte 2007 klubb till Lunden ÖBK och efter inte lång väntan bli kontaktad av Örgryte IS.

## Klubbar
- IFK Göteborg (moderklubb)
- Västra Frölunda IF
- Örgryte IS